# جائزة جوجل أكس القمرية
جائزة جوجل أكس القمرية (بالإنجليزية: Google Lunar X Prize)‏ هي مسابقة للعربات ذاتية الحركة على سطح القمر.

## المسابقة
أطلقت الشركة المنافسة في 2007 وتهدف لتعزيز تنمية المشاريع التجارية على القمر، وتطلب من المشاركين تحقيق هبوط مسبار على سطح القمر، بحيث يتمكن من التحرك مسافة 500 متر على الأقل، وينجح في نقل بيانات وصور إلى الأرض.

## وصلات خارجية
- الموقع الرسمي